# Mel Croucher
Mel Croucher (wymowa ˈmɛl ˈkɹaʊtʃɚ, ur. 1948) – brytyjski projektant gier komputerowych, przedsiębiorca, pisarz.

## Życiorys
Croucher przyszedł na świat jako dziecko uciekinierki z nazistowskich Niemiec i brytyjskiego stoczniowca. Rodzice wcześnie wpoili mu zainteresowanie muzyką, kupując mu ksylofon i programowalną pianolę. Croucher zdecydował się jednak studiować architekturę. Ponieważ w połowie lat 70. w Wielkiej Brytanii panowała recesja, Croucher pracował dorywczo w Dubaju. Po powrocie do kraju zdecydował się wrócić do programowania i założył w 1977 roku spółkę Automata UK, jedną z pierwszych brytyjskich wytwórni oprogramowania.
Podczas pracy w Automacie Croucher zajmował się przede wszystkim projektowaniem minigier (zaprogramowanych przez Christiana Penfolda). Wydał dwie kompilacje prowokacyjnych gier na ZX Spectrum: Can of Worms (1981) oraz Love and Death (1982). O kontrowersyjności kompilacji świadczyła np. minigra, w której należało wywołać zawał serca u Adolfa Hitlera na wózku inwalidzkim. Zasłynął też jako twórca komiksów o karykaturalnej postaci PiMana ze zwisającym nosem. Na bazie tej postaci stworzył grę terenową Pimania (1981), która stanowiła zbiór wskazówek prowadzących do autentycznego skarbu ukrytego przez członków Automaty.
Po Pimanii Croucher zdecydował się powziąć najbardziej ryzykowny projekt, znany pod nazwą Deus Ex Machina (1984). Interaktywne dzieło artystyczne opierało się na fragmencie sztuki Jak wam się podoba Williama Shakespeare’a o siedmiu etapach życia ludzkiego; ograniczało sprawczość gracza na rzecz medytacji nad śmiercią (do gry dołączona była kaseta audio, którą należało zsynchronizować z momentem rozpoczęcia rozgrywki). Na nagraniu pojawiały się głosy znanych celebrytów: Jona Pertwee, Iana Dury’ego i Frankiego Howerda. Croucher popełnił jednak błąd marketingowy: gra była sprzedawana po wysokiej cenie 15 funtów, co odstraszało od niej graczy. W efekcie, jak określał to Croucher, „Deus Ex Machina zebrała najlepsze recenzje w mojej karierze, a okazała się komercyjną katastrofą”.
Po porażce komercyjnej Deus Ex Machiny Croucher długo nie był aktywny w branży gier. Dopiero w 2015 roku, po udanej zbiórce na Kickstarterze, wydał trójwymiarową re-edycję swego najważniejszego dzieła, zatytułowaną Deus Ex Machina 2, z udziałem Christophera Lee jako lektora. Autor autobiografii Deus Ex Machina: The Best Game You Never Played In Your Life, wydanej w 2014 roku przez Acorn Books.